# Magirus-Deutz Muni
Der Magirus-Deutz „Muni“ ist ein Feuerwehrfahrzeug des Ulmer Nutzfahrzeugherstellers Magirus-Deutz, von dem nur sechs Stück hergestellt wurden.

## Geschichte und Entwicklung
1957 wurde der Magirus-Deutz „Muni“ als Feuerwehrfahrzeug hergestellt. Er verfügt über permanenten Allradantrieb mit Ausgleich, vom Fahrersitz aus sperrbare (Längsdifferenzial) Geländeuntersetzung und ein selbständig wirkendes Querdifferenzial. Die Bereifung besteht aus Firestone 1100R20 16 PR U300 0160F mit einem Druck von 7,5 bar vorne und 7,0 bar hinten. Das Bremssystem basiert auf reinen Druckluftbremsen, ausgerüstet mit Einleiter, und hat eine indirekte Anhänger-Luftdruckbremse. Die Tragkraft des eingebauten DEMAK-Krans beträgt 7 Tonnen, wobei hinten zwei Abstützrollen angebracht sind und seitlich eine weitere Stütze montierbar ist. Die Seilwinde an der Front hat bis zu 5,0 t Zugkraft und ist gesichert durch einen Scherenstift. Die Seillänge beträgt 60 Meter, auf einer Zusatzrolle befinden sich weitere 100 Meter. Am Fahrzeugheck können max. 5,0 t gezogen werden, gesichert durch eine Rutschkupplung. Der Notstromgenerator liefert 3 × 380/220 V 20 kVA. Dieser versorgt auch den auf 8,5 m über Terrain ausfahrbaren Lichtmast mit drei Scheinwerfern von je 1 kW. Die Feuerwehr Bern nutzte ein solches Fahrzeug, das sie dann an die Freiwillige Feuerwehr Zug weitergab. Dieses Fahrzeug befindet sich heute im Zuger Depot Technikgeschichte.

## Bilder

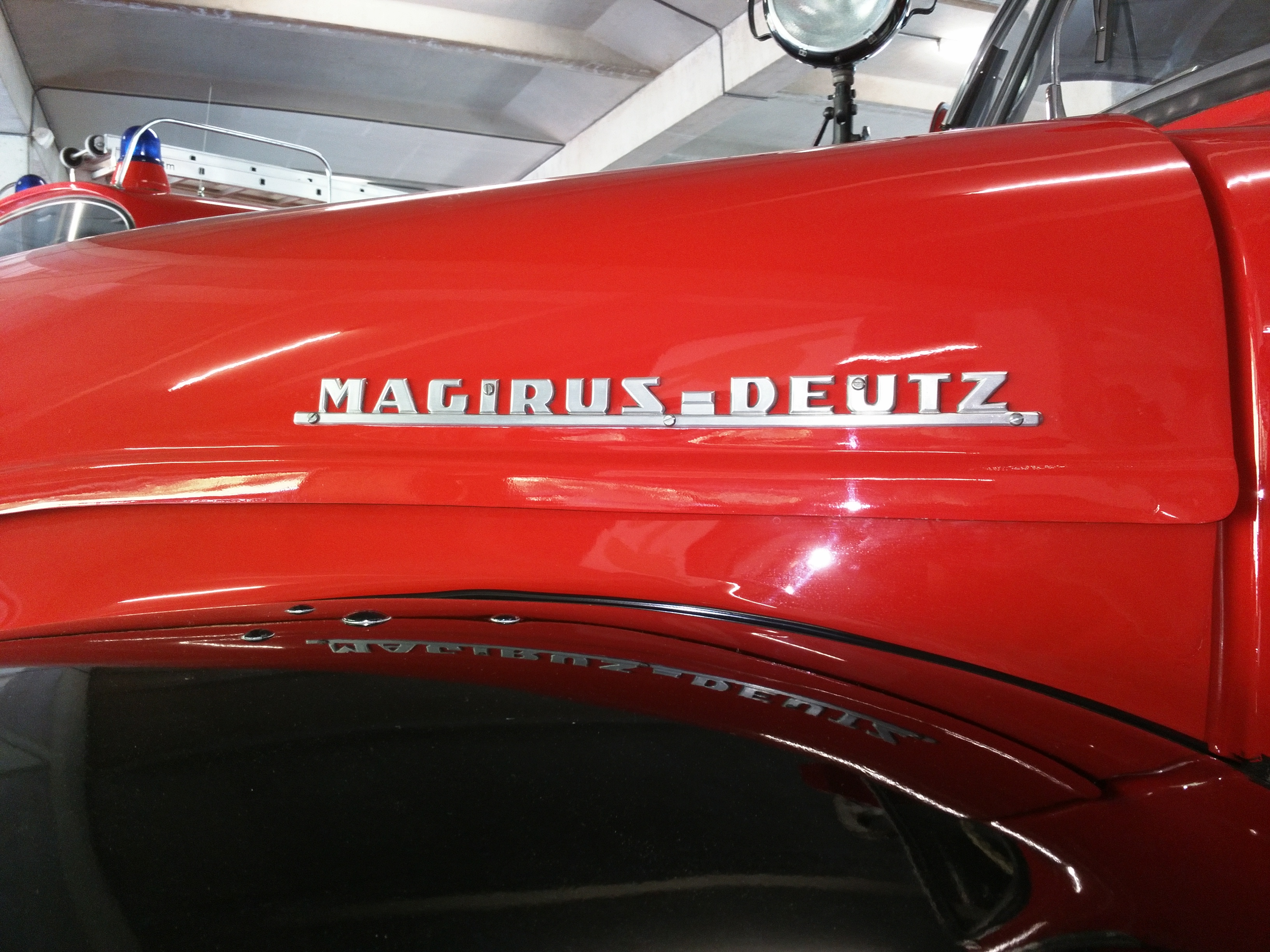
Schriftzug
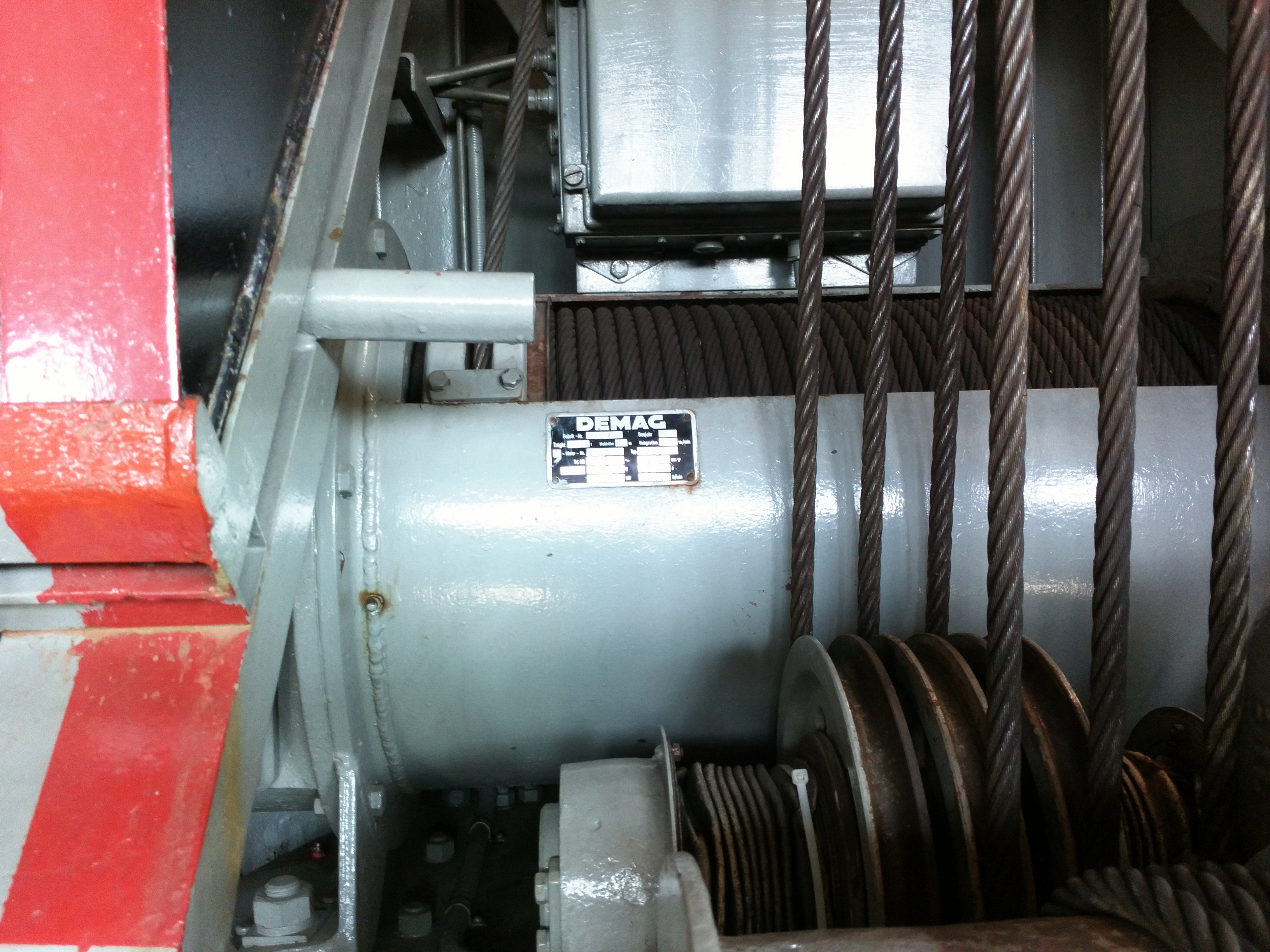
Seilwinde
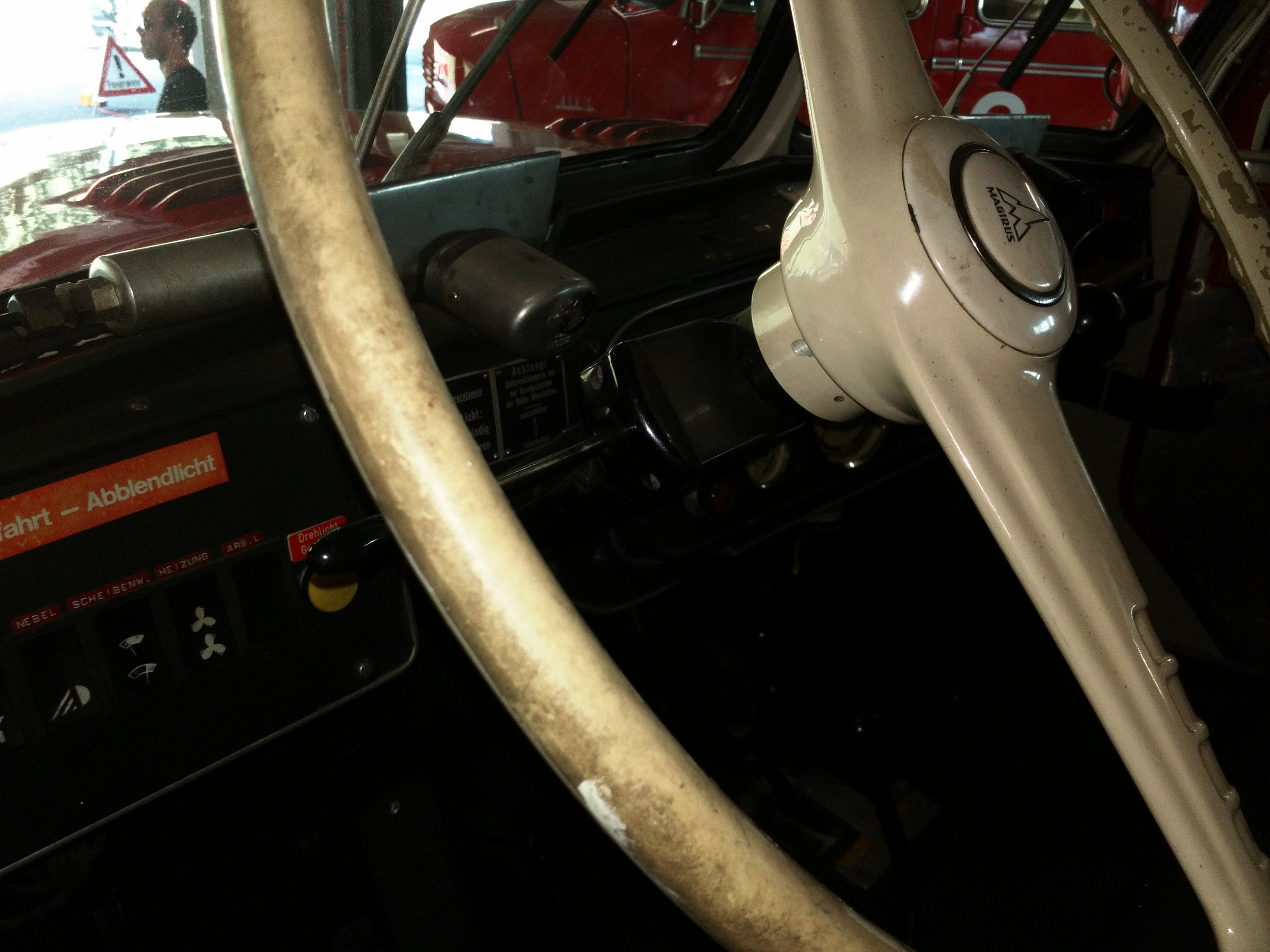
Cockpit
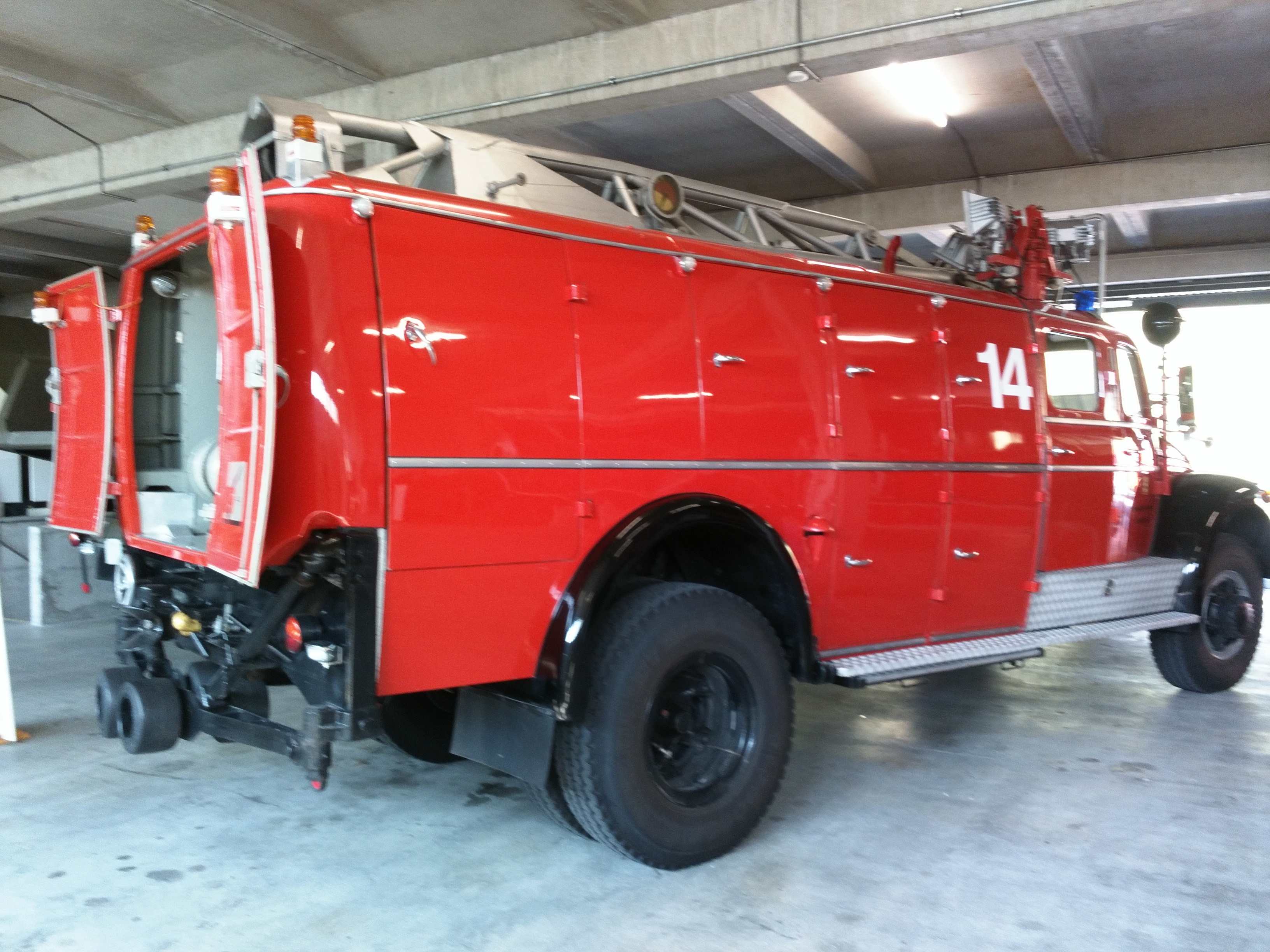
Seite
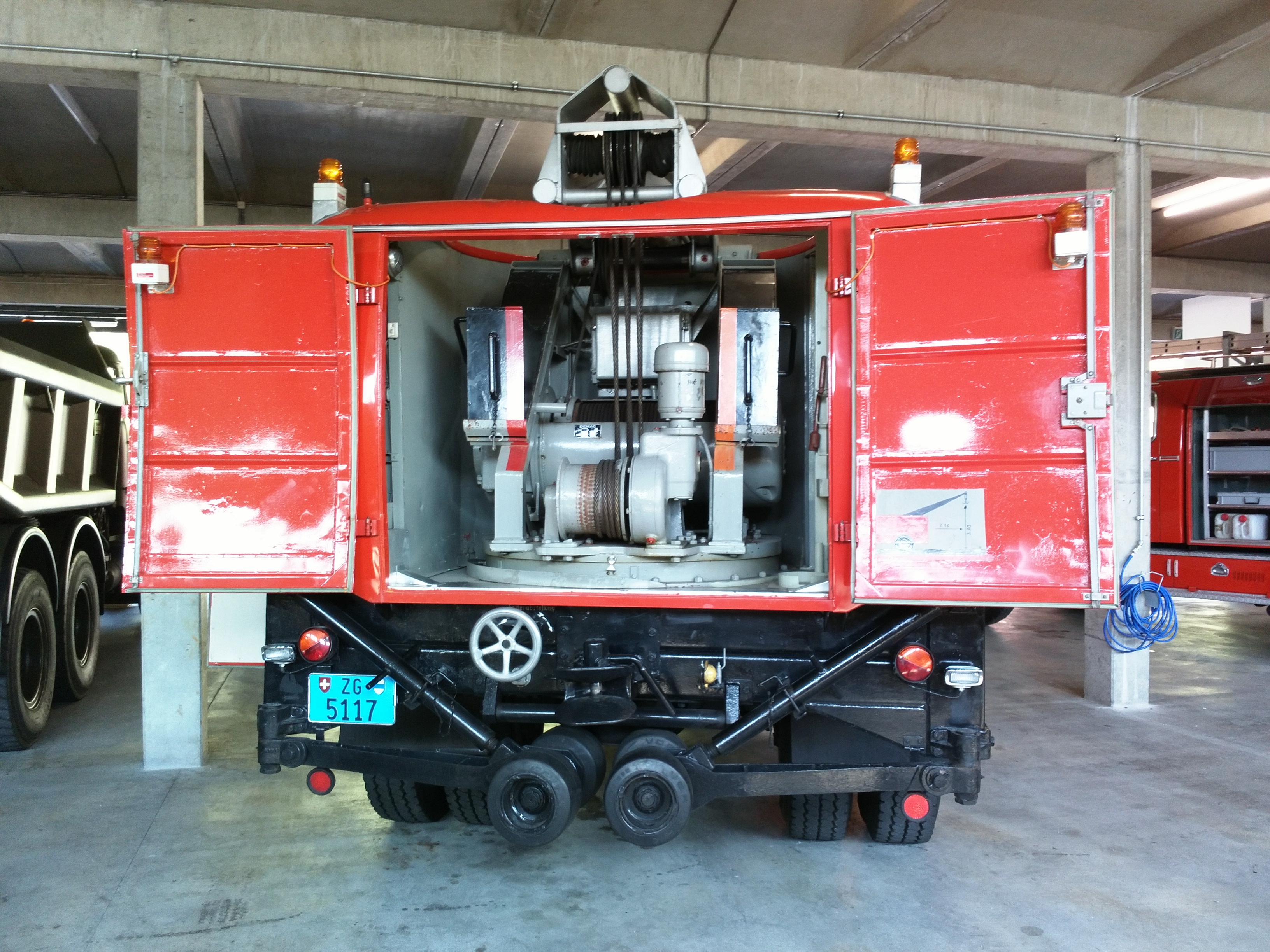
Heck
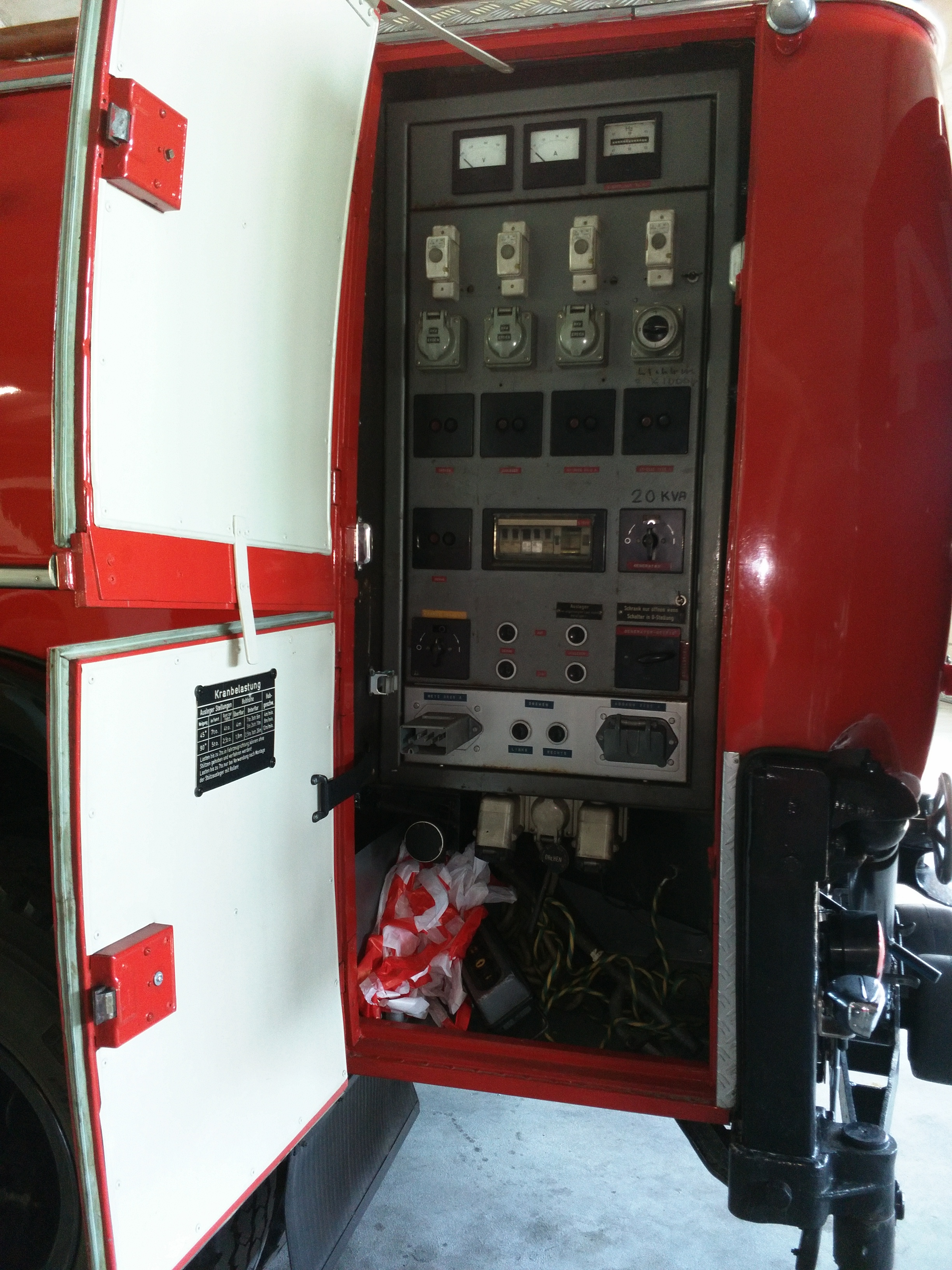
Steuerung
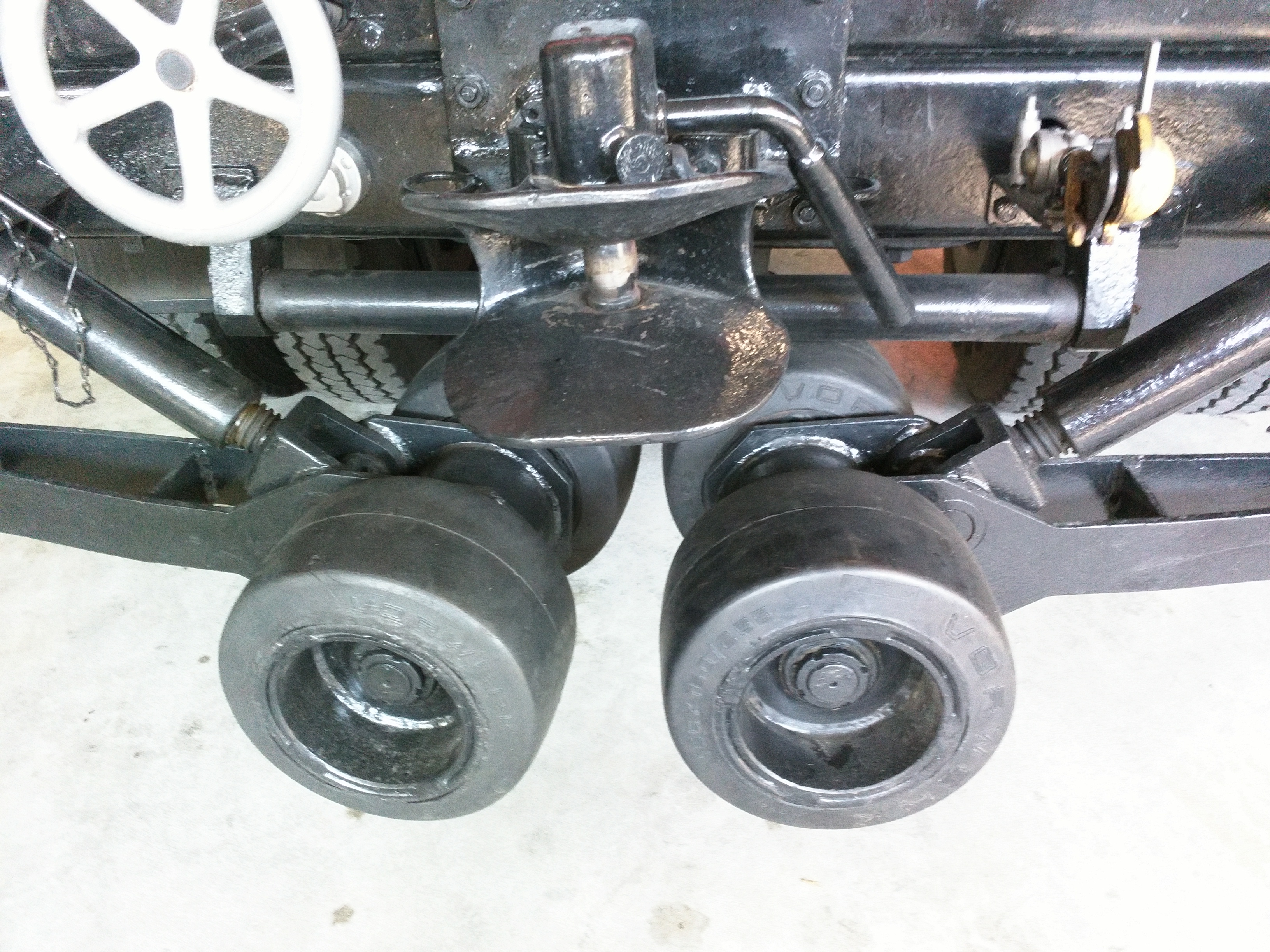
Stützen